# Giovanni Inghilleri
Giovanni Inghilleri (Porto Empedocle, 9 marzo 1894 – Milano, 9 dicembre 1959) è stato un baritono italiano.

## Biografia
Si formò prima come pianista, scoprendo dopo il suo talento vocale. Nel 1919 debuttò al Teatro Carcano di Milano, iniziando poi a cantare in tutta Italia nei più importanti teatri, tra i quali La Scala, il Teatro dell'Opera di Roma, il San Carlo di Napoli.
Nel 1928 esordì con successo in Pagliacci alla Royal Opera House di Londra, dove tornò  nelle due stagioni successive e dove toccò un punto culminante della carriera nel 1930 con La traviata accanto a Rosa Ponselle e Beniamino Gigli, per la quale fu particolarmente elogiato. Cantò anche a Chicago nel 1929 e successivamente in Francia e Spagna. Nel 1936 partecipò alla prima di Giulio Cesare  di Gian Francesco Malipiero a Genova.
Continuò l'attività come cantante e musicista (compose anche liriche, balletti e canzoni) fino al ritiro nel 1953. Successivamente insegnò canto a Milano.

## Repertorio
| Ruolo                  | Titolo                  | Autore       |
| ---------------------- | ----------------------- | ------------ |
| Ernesto                | Il pirata               | Bellini      |
| Escamillo              | Carmen                  | Bizet        |
| Vincenzo Gellner       | La Wally                | Catalani     |
| Enrico Ashton          | Lucia di Lammermoor     | Donizetti    |
| Carlo Gérard           | Andrea Chénier          | Giordano     |
| Valentino              | Faust                   | Gounod       |
| Tonio                  | Pagliacci               | Leoncavallo  |
| Compare Alfio          | Cavalleria rusticana    | Mascagni     |
| Douglas                | Guglielmo Ratcliff      | Mascagni     |
| Tartaglia              | Le maschere             | Mascagni     |
| Giannotto              | Lodoletta               | Mascagni     |
| Atanaele               | Thaïs                   | Massenet     |
| Manfredo               | L'amore dei tre re      | Montemezzi   |
| Fëdor Šaklovityj       | Chovanščina             | Musorgskij   |
| Alcandro               | Saffo                   | Pacini       |
| Guido Putagio          | Fra Gherardo            | Pizzetti     |
| Barnaba                | La Gioconda             | Ponchielli   |
| Marcello               | La bohème               | Puccini      |
| Barone Scarpia         | Tosca                   | Puccini      |
| Sharpless              | Madama Butterfly        | Puccini      |
| Jack Rance             | La fanciulla del West   | Puccini      |
| Michele                | Il tabarro              | Puccini      |
| Figaro                 | Il barbiere di Siviglia | Rossini      |
| Mandryka               | Arabella                | Strauss      |
| Rigoletto              | Rigoletto               | Verdi        |
| Conte di Luna          | Il trovatore            | Verdi        |
| Giorgio Germont        | La traviata             | Verdi        |
| Guido di Montforte     | I vespri siciliani      | Verdi        |
| Renato                 | Un ballo in maschera    | Verdi        |
| Don Carlo di Vargas    | La forza del destino    | Verdi        |
| Amonasro               | Aida                    | Verdi        |
| Jago                   | Otello                  | Verdi        |
| Federico di Telramondo | Lohengrin               | Wagner       |
| Il Viandante/Wotan     | Sigfrido                | Wagner       |
| Amfortas               | Parsifal                | Wagner       |
| Conte di Westmoreland  | Sly                     | Wolf-Ferrari |
| Gianciotto Malatesta   | Francesca da Rimini     | Zandonai     |
| Tebaldo                | Giulietta e Romeo       | Zandonai     |

## Discografia
- Aida, con Dusolina Giannini, Aureliano Pertile, Irene Minghini Cattaneo, dir. Carlo Sabajno - HMV 1927
- La bohème, con Renata Tebaldi, Giacinto Prandelli, Raffaele Arié, Hilde Gueden, dir. Alberto Erede - Decca 1951
- Madama Butterfly, con Renata Tebaldi, Giuseppe Campora, Nell Rankin, dir. Alberto Erede - Decca 1951